# Stazione di La Salle
Stazione di La Salle vasútállomás Olaszországban, Valle d’Aosta régióban, La Salle településen.

## Vasútvonalak
Az állomást az alábbi vasútvonalak érintik:
- Chivasso-Pré-Saint-Didier-vasútvonal

## Kapcsolódó állomások
A vasútállomáshoz az alábbi állomások vannak a legközelebb: 
- Stazione di Morgex
- Stazione di Derby